# Rubanostreptus multiporus
Rubanostreptus multiporus är en mångfotingart som först beskrevs av Carl Graf Attems 1951.  Rubanostreptus multiporus ingår i släktet Rubanostreptus och familjen Spirostreptidae. Inga underarter finns listade i Catalogue of Life.